# Карл Драчки
Карл Драчки (Carlo di Durazzo) или Карл от Гравина (Carlo di Gravina; * 1323, † 23 януари 1348, Аверса) е неаполитански благородник, херцог на Драч и граф на Гравина от династията Анжу-Драч – клон на Сицилианските Анжуйци.

## Произход
Карл е най-големият син на Жан Анжуйски-Драчки (* 1294, † 1336), херцог на Драч, княз на Ахея, пфалцгарф на Кефалония и Закинтос, граф на Гравина и на Алба, и на втората му съпруга Агнес от Перигор († 1345). 
Има трима братя: 
- Лудвиг (*1324, † 1362), граф на Гравина, херцог на Драч. Вторият му син крал Шарл III Малкия и внуците му крал Ладислав Анжуйски и кралица Джована II Анжуйска в периода 1382 – 1435 г. последователно управляват Неаполитанското кралство
- Робер (* 1326, † 1356), господар на Капачо, Муро и Монталбано
- Стефан (* 1328, † 1380), кръстоносец в Португалия, където участва заедно с братовчед си Алфонсо IV от Португалия в битката при Рио Саладо (30 октомври 1340) срещу сарацините.

## Биография
Заедно с братята си той служи в двора на неаполитанската кралица Джована I Анжуйска. След като баща му умира през 1336 г., Карл наследява титлите на херцог на Драч и граф на Гравина.
През 1343 г. майка му Агнес от Перигор иска да осигури брака му с Мария Калабрийска, сестрата на кралица Джована I.  Вдовстващата кралица Санча и Джована подкрепят нейния план, но знаят, че Катерина дьо Валоа-Куртене ще се противопостави на брака. Братът на Агнес, Ели дьо Талейран-Перигор, е най-влиятелният кардинал в двора на папата в Авиньон. Той убеждава Климент VI да издаде папска була на 26 февруари 1343 г., давайки съгласие Карл Драчки да се ожени за всяка жена, която избере. Притежавайки булата, Карл се сгодява за Мария Калабрийска в присъствието на Джована, Санча Майоркска и други членове на Регентския съвет в Кастел Нуово на 26 март. Годежът възмущава херцогиня Катерина дьо Валоа-Куртене, която се обръща към френския крал Филип VI и папата, изисквайки от тях да постигнат отмяната му.  Предполагало се, че Мария ще стане булка на източноевропейския крал Лайош I Велики или на френския крал Жан II, но Карл и майка му организират отвличането на Мария, тъй като бракът с нея позволява на Карл да се доближи до неаполитанския трон. Два дни след годежа им Карл Драчки отвлича Мария в замъка си, където пред свещеник двамата тайно се женят.

Вторият син на херцогиня Катерина дьо Валоа-Куртене, Лудвиг от Таранто, нахлува във владенията на Карл Драчки. Карл Драчки събира войските си, за да осигури отбраната на именията си.
От друга страна, тайният брак на сестра ѝ вбесява кралица Джована и тя изпраща писма до папата с искане за отмяната му. Папа Климент VI отказва и заповядва на кардинал Талейран-Перигор да изпрати пратеник в Неапол, за да посредничи за постигане на компромис.  Емисарят на кардинала убеждава страните да подпишат споразумение на 14 юли 1343 г. Легитимността на брака на Карл и Мария е призната, но Катерина дьо Валоа-Куртене и нейните синове получават парично обезщетение от кралската хазна.
През 1345 г. крал Андрей (Андраш) – първият съпруг на кралицата на Неапол Джована I, е убит в Неапол. През 1347 г. брат му, унгарският крал Лайош I Велики нахлува в Южна Италия, за да отмъсти за смъртта му, разбива армията на Джована I при Капуа и прави собствено разследване на убийството. Междувременно кралица Джована I се омъжва повторно за братовчед си Лудвиг от Таранто и бяга в Марсилия на 11 януари 1348 г.
Карл Дуръс с Робер от Таранто посещават Лайош I в Аверса, за да му се подчинят. Лайош ги приема приятелски и ги убеждава да убедят братята си Филип от Таранто и Лудвиг Драчки да се присъединят към тях. След пристигането им, „усмивката на крал Лайош е заменена с най-суров израз, когато той разкрива със строги думи истинските си чувства, които изпитва към принцовете и които дотогава пази в тайна“, казва съвременникът им Доминик от Гравина. Лайош I повтаря предишните си обвинения, обвинява роднините си за убийството на брат си и заповядва да бъдат заловени на 22 януари. Карл, херцог на Драч и съпруг на сестрата на Джована I, Мария, е един от главните заподозрени като един от най-заинтересованите, въпреки че първите две разследвания го обявяват за невинен. На следващия ден той е обезглавен по заповед на Лайош.  Останалите двама принцове – Лудвиг и Робер са държани в плен и изпратени в Унгария заедно с малкия племенник на Лайош, Карл Мартел (син на Джована и убития му син). Четвъртото разследване на обстоятелствата за убийството на Андраш, извършено през 1350 г. от името на папата от петима кардинали, потвърждава версията за вината на Карл от Дуръс. Погребан е в базиликата „Сан Лоренцо Маджоре“ в Неапол.

## Брак и потомство
∞ 21 април 1343 г. в Неапол за Мария Калабрийска / Мария Анжуйска (* 6 декември 1328, Неапол, † 20 май 1366, пак там), от която има един син и четири дъщери:
- Лудвиг (* декември 1343, † 14 януари 1344)
- Джована (* 1344 † 1387), херцогиня на Драч; ∞ 1. 1366 за Луи Наварски/ Луи от Еврьо (* 1341, † 12 ноември 1372, Пулия), княз на Навара, граф на Бомон 2. 1376 за Робер д'Артоа († 1387), граф на Йо
- Агнес (* 1345 † 1383), ∞ 1. 1363 г. за господаря на Верона Кансиньорио дела Скала (* 1340, † 1375), 2. 1382 за  Жак дьо Бо († 1382), княз на Ахея и на Таранто, титулярен император на Константинопол
- Клементина (* 1346, † 1363)
- Маргарита (* 28 юли 1347 † 6 август 1412), ∞ 1368 в Неапол за Шарл III Анжуйски „Малкия“ (* 1345 † 1385)